# Leer
Leer (výslovnost: IPA: [leːɐ̯],  poslech) je město v Dolním Sasku, v Německu. Je hlavním městem stejnojmenného kraje a má 34 000 obyvatel.

## Poloha
Leer se nachází ve Východním Frísku u ústí řeky Ledy do Emže. Město se nachází přibližně v polovině cesty mezi Oldenburgem a Groningenem.

## Pamětihodnosti a turistické zajímavosti
- Heimatmuseum Leer – zaměřeno na dějiny města, sociální dějiny a archeologii
- Teemuseum – muzeum čaje, je provozováno společností Bünting-Gruppe
- Böke-Museum – uchovává práce Karla-Ludwiga Bökeho
- Haus Samson – muzeum bydlení v 18.–19. století
- Museumshaven s historickými loděmi
- Kostel mennonitů v Leeru – jednolodní kostel bez věže z roku 1825

## Kulinářské speciality
- Ostfriesentee – čaj produkovaný firmou Bünting, založenou v roce 1806
- Kruiden – 32% bylinný likér

## Rodáci
- Hermann Lange (1912–1943) – katolický kněz, oběť nacistického režimu

## Partnerská města
- Trowbridge (Velká Británie)
- Elbląg (Polsko)